# Våm

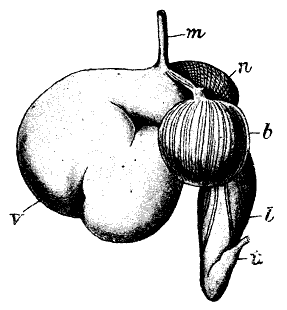
Magen hos idisslare (m - matstrupens slut, v - våmmen, n - nätmagen, b - bladmagen, l - löpmagen, t - tunntarmens början).

Våmmen, rumen, är den största av förmagarna hos idisslare och kameldjur.
De olika magdelarna hos idisslare är:
- Våm (förmage)
- Nätmage[2] (förmage)
- Bladmage[3] (förmage, saknas hos kameldjur, där den istället utgör början på löpmagen)
- Löpmage[4] (den egentliga magsäcken)